# 788501 Gabi
788501 Gabi è un asteroide della fascia principale. Scoperto nel 2017, presenta un'orbita caratterizzata da un semiasse maggiore pari a 2,8697692 au e da un'eccentricità di 0,0733458, inclinata di 2,98157° rispetto all'eclittica.
Dal 9 giugno 2025 è l'asteroide denominato con il più alto numero ordinale. Prima della sua denominazione, il primato era di 773906 Larisaromanova.
L'asteroide è dedicato a Gabriele Hildegard Koschny, moglie di uno dei due scopritori.